# Transnistrië

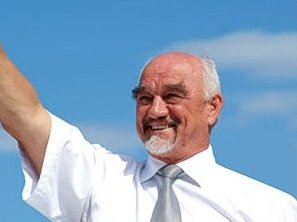
Igor Smirnov, de eerste president

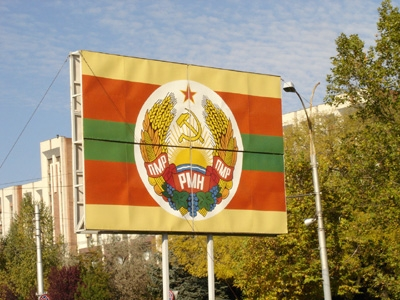
Communistische symboliek komt in Transnistrië veel voor

Transnistrië, officieel de Pridnestrovische Moldavische Republiek, is sinds 1990 een de facto onafhankelijk staat, die slechts door enkele andere beperkt erkende staten erkend wordt. Het langgerekte gebied langs de oostelijke oever van de Nistru of Dnjestr wordt internationaal gezien als onderdeel van Moldavië. Aan de oostkant grenst Transnistrië aan Oekraïne. Moldavië beschouwt Transnistrië als een bestuurlijke eenheid (unitate administrativ-teritorială).
Tijdens de Tweede Wereldoorlog omvatte Transnistrië een breder gebied tussen de rivieren de Dnjestr en Boeg, het gouvernement Transnistrië. Dit gebied werd in 1941 door Roemenië veroverd, waarna het gebied de hedendaagse naam kreeg, dat Aan de andere kant van de Nistru betekent.

## Naam
In het Nederlands staat het gebied bekend als Transnistrië. Minder bekende namen zijn Pridnestrovië, Transdnestrië en Transdnjestrië. In het Roemeens, zowel als in het Moldavisch de officiële taal van Moldavië, heet het gebied Republica Moldovenească Nistreană (in cyrillisch schrift Република Молдовеняскэ Нистрянэ), oftewel "Moldavisch-Nistriaanse Republiek". In het Russisch heet Transnistrië "Приднестровская Молдавская Республика", "Pridnestrovskaja Moldavskaja Respoeblika" en in het Oekraïens: Придністровська Молдавська Республіка", "Pridnistrovska Moldavska Respoeblika". Vaak wordt het in het Russisch verkort tot "Pridnestrovje".

## Onafhankelijkheid en leiding
Het gebied, gelegen tussen de oostgrens van de republiek Moldavië en de westgrens van Oekraïne, verklaarde zich in 1990 eenzijdig onafhankelijk met Tiraspol als hoofdstad. De republiek staat sinds 2016 onder leiding van president Vadim Krasnoselski. Hij is de opvolger van Jevgeni Sjevtsjoek.
Samen met Abchazië en Zuid-Ossetië richtte Transnistrië in juni 2006 de Gemeenschap voor democratie en rechten van staten op, met als doel samen te werken en erkenning voor hun onafhankelijkheid te verkrijgen. Binnen die context werd op 18 september 2006 een referendum gehouden onder de bevolking over onafhankelijkheid en een plan om zich op termijn bij Rusland aan te sluiten. Volgens de kiescommissie stemde 97,1% hiervoor. Het referendum werd als illegaal beschouwd door westerse landen en Moldavië. Net als bij Zuid-Ossetië en Abchazië wordt door de regering van Transnistrië als legitimatie vaak verwezen naar de met westerse steun bereikte onafhankelijkheid van Montenegro en de eenzijdige onafhankelijkheid van Kosovo.
Sommige analisten zien ook de mogelijkheid dat Transnistrië in de toekomst aansluiting zoekt bij de Unie van Rusland en Wit-Rusland, waarin ook Servië en pro-Russische krachten in Moldavië interesse getoond hebben. In 2014, na de Annexatie van de Krim door Rusland, speelde het streven naar aansluiting bij Rusland weer op.

### Russisch leger
Het gebied kan zijn de facto onafhankelijkheid handhaven dankzij de aanwezigheid van het Russische 14e Leger. De Russische aanwezigheid moet er ook voor zorgen dat Moldavië zich niet opnieuw aansluit bij Roemenië. Op een bijeenkomst in 1999 van de OVSE in Istanboel heeft Rusland beloofd om zijn troepen zo snel mogelijk terug te trekken uit dit gebied en uit Georgië. Rusland laat na zijn troepen terug te trekken, omdat het met wantrouwen de aanwezigheid van Amerikaanse en NAVO-activiteiten volgt in voormalige Sovjetrepublieken en Roemenië sinds 1999. Rusland zegde toe het leger uit het gebied terug te trekken, mits er eerst een oplossing voor het conflict komt. Gedacht werd aan een autonome status voor het gebied binnen Moldavië. Op 31 mei 2006 verklaarde een Russische minister dat de troepen toch in Transnistrië zouden blijven.

### Transnistrië vs. Moldavië
In juli 2004 verklaarde een leider van de regering dat er in het najaar van dat jaar een referendum zou worden gehouden over aansluiting bij Rusland. In datzelfde jaar begonnen Slavische Transnistrische milities scholen te sluiten die les gaven in het moderne Roemeens met Latijns schrift. Een aantal hiertegen protesterende leraren en ouders werd gearresteerd. Hierop besloot de regering van Moldavië het gebied te isoleren van de rest van het land door een blokkade. Transnistrië nam wraak door de stroomtoevoer naar Moldavië af te sluiten om de economie van het land plat te leggen. De meeste energiecentrales van Moldavië staan in Transnistrië. Moldavië had daardoor soms last van stroomuitval. Door een contract te sluiten met Roemenië in januari 2005 is echter de stroomtoevoer weer verzekerd.
Onder meer de OVSE onder leiding van de Bulgaarse ex-president Petar Stojanov heeft initiatieven ontplooid om door onderhandelingen de crisis tussen de beide gebieden weer op te lossen.

## Geschiedenis
Transnistrië behoorde tot de Tweede Wereldoorlog bij de Moldavische ASSR binnen de Oekraïense SSR. Stalin voegde een deel van dit gebied in 1940 bij het in dat jaar van Roemenië afgedwongen Bessarabië. Het was binnen de aldus ontstane Moldavische SSR het enige gebied dat nooit tot Roemenië had behoord. Een jaar later, in 1941, werd het gebied Roemeens na annexaties van generaal Ion Antonescu als gouvernement Transnistrië. Het gebied tussen de Dnjestr en Boeg werd ingedeeld in 13 districten.
Tijdens de Roemeense bezetting van 1941-1944 werden tussen de 150.000 en 250.000 Oekraïense en Roemeense joden naar Transnistrië gedeporteerd. De meerderheid werd geëxecuteerd of stierf aan honger en ziekte in getto's en concentratiekampen van het gouvernement.
Aan het eind van de Tweede Wereldoorlog kwam Bessarabië, samen met Transnistrië, bij de Sovjet-Unie. De Moldavische SSR werd weer gecreëerd, en weer werd dat kleine deel aan de Dnjestr aan de SSR toegevoegd. De rest kwam in de Oekraïense SSR te liggen. Bij het uiteenvallen van de Sovjet-Unie verklaarde Moldavië zich op 2 september 1990 onafhankelijk. De Slavische inwoners van Transnistrië weigerden zich bij het Latijnse Moldavië aan te sluiten. Igor Smirnov, een Russische mijnwerker uit Oblast Kamtsjatka, riep zijn eigen staatje uit: de 'Socialistische Sovjet-Republiek Transnistrië'. Moldavië verklaarde de oorlog.
In Tiraspol – de hoofdstad van Transnistrië – was toen nog steeds een groot contingent van het oude Sovjetleger gelegerd, het 14e leger, dat Smirnov bijstond in zijn strijd tegen Moldavië. In 1992 volgde een korte burgeroorlog, die werd gewonnen door Transnistrië. Het aan de Moldavische kant liggende Tighina werd door Transnistrië ingenomen en omgedoopt tot Bender. Sindsdien is het staatje zelfstandig, maar geïsoleerd. Rusland beschermt Transnistrië. Vanaf 2004 voeren de buurlanden Moldavië en Oekraïne een prowesterse koers, daarmee is het strategisch belang van Transnistrië voor Rusland toegenomen. Het staatje wordt gezien als voorpost in het Westen.

## Politiek
Transnistrië hanteert een eenkamerstelsel voor de wetgevende macht. Het parlement is de Opperste Sovjet. Het parlement telt 43 leden, die elk gekozen worden om een van de 43 kiesdistricten te vertegenwoordigen. Bij de verkiezingen, in 2005, behaalde oppositiepartij Vernieuwing (Obnovleniye) een meerderheid van 23 zetels in het parlement, tegen 13 voor Republiek (Respoeblika), de partij van de toenmalige president Igor Smirnov. Sindsdien was de latere president Jevgeni Sjevtsjoek, de leider van Vernieuwing, de parlementsvoorzitter.
De president van Transnistrië wordt iedere vijf jaar gekozen met een meerderheid van stemmen. In 2011 werd Jevgeni Vasiljevitsj Sjevtsjoek (Russisch: Евге́ний Васи́льевич Шевчу́к) president van Transnistrië. Zijn voorganger was Igor Smirnov, die sinds de onafhankelijkheid in 1990 vier opeenvolgende termijnen president was en ook in 2011 meedeed aan de verkiezingen, maar de eerste ronde toen niet overleefde. Smirnov had tot 2011 alle presidentsverkiezingen met overmacht gewonnen; in 2006 behaalde hij samen met vicepresident Aleksandr Korolev 81,4% van de stemmen. In 2011 werd de functie van vicepresident afgeschaft. In 2016 verloor Sjevtsjoek de verkiezingen van Vadim Nikolajevitsj Krasnoselski (Russisch: Вади́м Никола́евич Красносе́льский). 
De verkiezingen in Transnistrië worden over het algemeen niet bijgewoond door buitenlandse waarnemers, omdat het land internationaal niet erkend wordt; zo kan niet met zekerheid gezegd worden of de verkiezingen eerlijk verlopen of niet.

## Economie
Transnistrië kent sinds de Tweede Wereldoorlog veel industrie, vooral zware industrie zoals staal. In 1990 – dus voor de onafhankelijkheidsverklaring – was het gebied dat nu Transnistrië heet verantwoordelijk voor 40% van het BNP van Moldavië, terwijl er maar 17% van de bevolking woonde. Overigens kwam 90% van de Moldavische elektriciteit uit Transnistrië. In 2006 lagen de inkomsten per hoofd van de bevolking officieel op 1.076 dollar, daarmee is Transnistrië een van de armste regio's in Europa. Er is nog steeds industrie in Transnistrië, maar de meeste fabrieken zijn (sterk) verouderd. Belangrijk is de wapenfabriek in Tighina en de staalfabriek van Moldova Steel Works in Rîbnița, de grootste werkgever in de regio. Een andere belangrijke bron van inkomsten is de distilleerderij Kvint in Tiraspol.
De Transnistrische economie vertoont overigens nog veel communistische kenmerken, heel veel bedrijvigheid is in handen van monopolisten die vaak gelieerd zijn aan de regering. Zo kent Transnistrië een economisch conglomeraat genaamd Sheriff. Dit Sheriff wordt (volgens geruchten) geleid door de zoon van Igor Smirnov en lijkt op zo ongeveer alles in Transnistrië het monopolie te hebben. Er zijn Sheriffbenzinestations, Sheriffsupermarkten, waar Sheriffmelk, kaas en boter wordt verkocht, een Sheriff-voetbalclub en de enige telefoonaanbieder heet ook Sheriff.
Dat Transnistrië door geen enkel land wordt erkend, biedt de georganiseerde misdaad ook voordelen. Het land staat bekend om zijn grootschalige witwaspraktijken. Verschillende organisaties, waaronder de OVSE, schatten dat in 2005 minimaal zo'n 6 miljard euro aan crimineel geld werd witgewassen in Transnistrië. Een 'goede' partner in de criminaliteit was tot voor kort Oekraïne. Maar sinds dit land een meer op het Westen gerichte politiek voert, is de handel met Transnistrië – officieel – afgenomen. Zo zijn er bijvoorbeeld strengere grenscontroles ingesteld.

## Mensenrechten
Transnistrië wordt verdacht van stelselmatige schending van mensenrechten. Volgens rapporten van het Amerikaanse Department of State verdwijnen politieke tegenstanders zonder proces of na een schijnproces jaren achter de tralies, vinden er martelingen plaats, zijn er willekeurige arrestaties en vernederende behandeling of bestraffing door de de facto autoriteiten. Verder is er geen sprake van vrijheid van meningsuiting, godsdienst- of politieke vrijheid.

## Reizen naar Transnistrië
Transnistrië wordt internationaal niet erkend en is bij geen enkel verdrag aangesloten. Internationale organisaties als Interpol hebben er niets te zeggen. Regelmatig hebben reizigers last van deze situatie. Ze mogen vrij rondreizen door Transnistrië, maar kunnen in geval van nood nergens terecht. Er zijn immers geen ambassades of consulaten. Sommige reisagenten weigeren een reis door Transnistrië te boeken.

## Bevolking

#### Etnische samenstelling
De Roemenen (of Moldaviërs, afhankelijk van het gezichtspunt) vormen de grootste minderheid van de bevolking. Russen en Oekraïners vormen samen echter een meerderheid:
- Roemenen: 34% (1989: 40%, 1959: 60%)
- Oekraïners: 29% (1989: 28%)
- Russen: 29% (1989: 25%)
- Anders: 8%

| Etnische samenstelling van Transnistrië (2004) | Etnische samenstelling van Transnistrië (2004) |
| Etnische groep                                 | Aantal                                         |
| ---------------------------------------------- | ---------------------------------------------- |
| Moldaviërs/Roemenen                            | 177.382                                        |
| Russen                                         | 168.678                                        |
| Oekraïners                                     | 160.069                                        |
| Bulgaren                                       | 13.858                                         |
| Gagaoezen                                      | 4.096                                          |
| Wit-Russen                                     | 3.811                                          |
| Duitsers                                       | 2.071                                          |
| Joden                                          | 1.259                                          |
| overige bevolkingsgroepen                      | 6.924                                          |
| geen antwoord                                  | 17.199                                         |
| Totaal                                         | 555.347                                        |

#### Leeftijdsopbouw
Van de 555.000 inwoners (in 2004) heeft 20% de pensioengerechtigde leeftijd bereikt, 17% is jonger dan 18, door gebrek aan perspectief verlaten veel jongeren de regio.

## Religie
Het overgrote deel van de bevolking is Russisch-orthodox en de overheid steunt de restauratie en de bouw van nieuwe orthodoxe kerken. De overheid van Transnistrië erkent dat de republiek vrijheid van godsdienst kent en dat 114 religieuze bewegingen en congregaties officieel geregistreerd zijn. Echter waren er anno 2005 registratiemoeilijkheden voor sommige religieuze bewegingen, zoals de mormonen en Jehova's getuigen. In 2007, stelde de Christian Broadcasting Network de vervolging van protestantse christenen aan de kaak.